# 火箭 (古代)

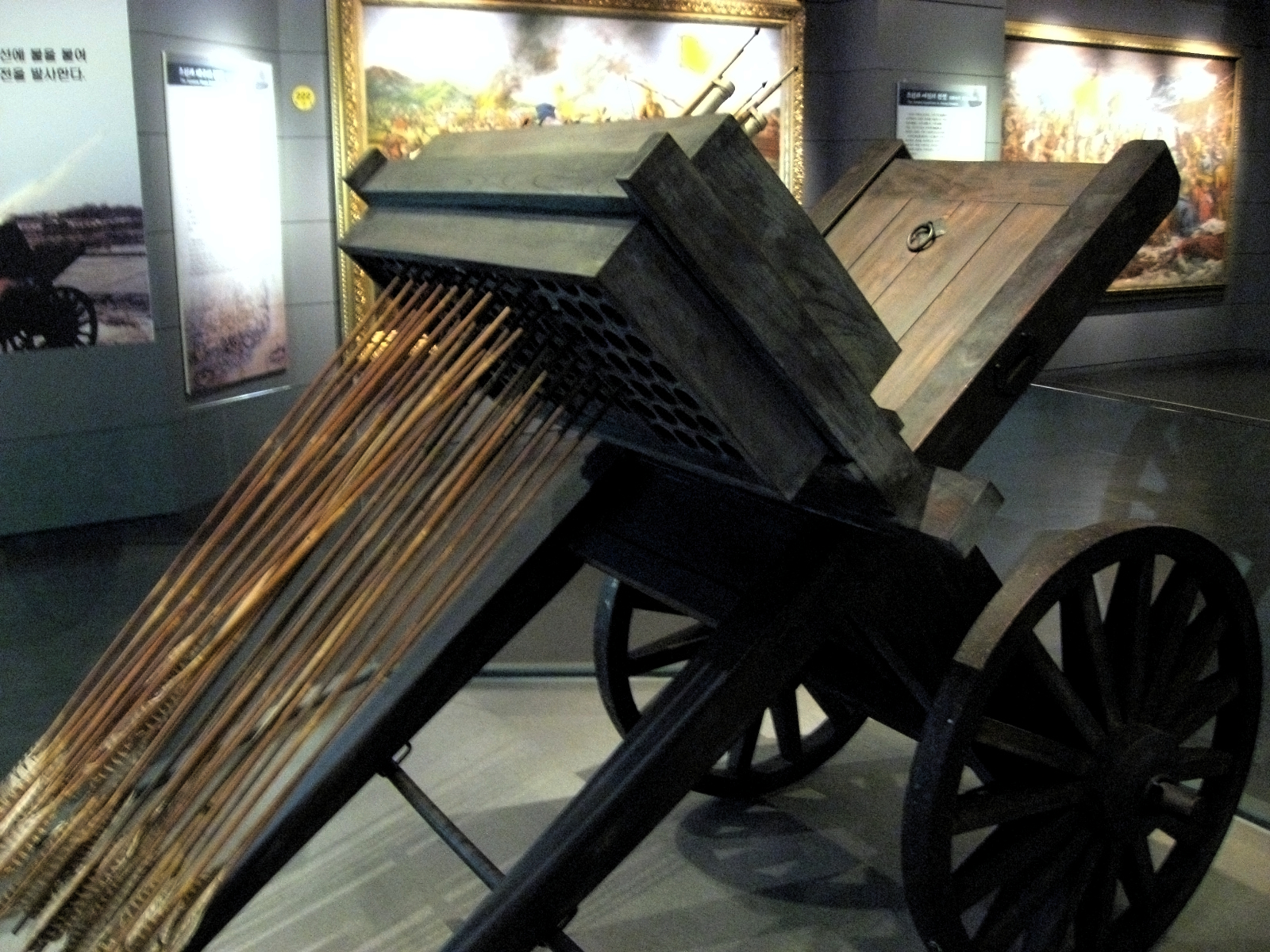
火箭

火箭在古代最早是指在箭頭裝有縱火物的箭矢。在火藥發明後，將火藥綁於箭竿上用於推進箭矢與縱火的武器也稱作火箭。後者最早出現是中國的宋代。

## 歷史
中國宋代出现将纸筒包裹的火藥绑於箭竿，並装有配重金属块来使箭簇在飞行中保持稳定，再用弓弩發射，燃燒的火藥能使箭增大飞行高度和距离。
1234年蒙古灭金之后，将在开封等地虏获的工匠、作坊和火器全部掠走，还把金军中的火药工匠和火器手编入了蒙古军队。次年，蒙古大军发动了第二次西征，新编入蒙军的火器部队也随军远征。1236年秋，蒙古大军攻至伏尔加河沿岸，在这里击溃钦察部后，进入俄罗斯腹地。在随后的几年中，装备火器的蒙古大军横扫东欧平原。1241年4月9日，蒙古大军与3万波兰人和日尔曼人的联军在东欧华尔斯塔德大平原上展开激战。根据波兰历史学家德鲁果斯《波兰史》一书的记述，蒙古大军在这场会战中使用了威力强大的火器。波兰火药史学家盖斯勒躲在战场附近的一座修道院内，偷偷描绘了蒙古士兵使用的火箭样式。根据盖斯勒的描绘，蒙古人从一种木筒中成束地发射火箭。因为在木筒上绘有龙头，因此被波兰人称作“中国喷火龙”。
在1304年阿拉伯人亦將黑火藥應用在軍事上，放在竹或鐵製的管內，以射擊箭枝。
明朝後又出現填充神机箭的一窩蜂、火龙出水等火箭。